# (36402) 2000 OT47
2000 OT47 (asteroide 36402) é um asteroide da cintura principal. Possui uma excentricidade de 0.15545450 e uma inclinação de 2.72432º.
Este asteroide foi descoberto no dia 31 de julho de 2000 por LINEAR em Socorro.